# Voinești (gmina w okręgu Jassy)
Voinești – gmina w Rumunii, w okręgu Jassy. Obejmuje miejscowości Lungani, Schitu Stavnic, Slobozia, Vocotești i Voinești. W 2011 roku liczyła 6815 mieszkańców.